# Lista de maiores empresas dos Estados Unidos por receita
Essa lista inclui as maiores empresas dos Estados Unidos em receita consolidada em 2020, de acordo com a lista Fortune 500. A empresa de varejo Walmart é a maior empresa dos EUA em receita desde 2014.
Apenas empresas que publicam dados financeiros e relatam números a uma agência governamental são incluídas. Portanto, esta lista está incompleta, pois exclui grandes empresas privadas, como a Cargill e a Koch Industries.
Segundo a revista National Geographical Brasil, das 100 maiores empresas norte-americanas de 2018 segundo a Forbes, 44 foram fundadas por imigrantes ou filhos de imigrantes. Exemplos incluem a Apple, a Amazon e a Proctor & Gamble.

## Lista das maiores empresas
Abaixo estão as 250 maiores empresas em receita no ano de 2020, principalmente para o ano fiscal de 2019, de acordo com a Fortune 500, incluindo também empresas de inversão de impostos. Foram incluídas também empresas com fundação nos Estados Unidos, como sedes corporativas, sedes operacionais e subsidiárias independentes.
| Classificação | Nome                                      | Setor                            | Receita (milhões de dólares) | Crescimento da receita | Funcionários | Sede                                       |
| ------------- | ----------------------------------------- | -------------------------------- | ---------------------------- | ---------------------- | ------------ | ------------------------------------------ |
| 1             | Walmart                                   | Varejo                           | 559,200                      | 1.9%                   | 2,300,000    | Bentonville, Arkansas                      |
| 2             | Amazon                                    | Varejo                           | 386,064                      | 20.5%                  | 1,335,000    | Seattle, Washington                        |
| 3             | Apple Inc.                                | Eletrônicos                      | 274,515                      | 2.0%                   | 137,000      | Cupertino, California                      |
| 4             | CVS Health                                | Saúde                            | 268,706                      | 32.0%                  | 290,000      | Woonsocket, Rhode Island                   |
| 5             | ExxonMobil                                | Petrolífera                      | 264,938                      | 8.7%                   | 74,900       | Irving, Texas                              |
| 6             | UnitedHealth Group                        | Saúde                            | 257,141                      | 7.0%                   | 325,000      | Minnetonka, Minnesota                      |
| 7             | Berkshire Hathaway                        | Conglomerado                     | 254,616                      | 2.7%                   | 391,500      | Omaha, Nebraska                            |
| 8             | McKesson Corporation                      | Saúde                            | 214,319                      | 2.9%                   | 70,000       | Irving, Texas                              |
| 9             | AmerisourceBergen                         | Farmacêutica                     | 189,900                      | 6.9%                   | 21,500       | Chesterbrook, Pennsylvania                 |
| 10            | Alphabet Inc.                             | Tecnologia                       | 182,530                      | 18.3%                  | 118,899      | Mountain View, California                  |
| 11            | AT&T                                      | Conglomerado                     | 181,193                      | 6.1%                   | 247,800      | Dallas, Texas                              |
| 12            | Cigna                                     | Seguro de saúde                  | 160,400                      | 215.7%                 | 73,700       | Bloomfield, Connecticut                    |
| 13            | Ford Motor Company                        | Indústria Automotiva             | 155,900                      | 2.8%                   | 190,000      | Dearborn, Michigan                         |
| 14            | Costco                                    | Varejo                           | 152,703                      | 7.9%                   | 201,500      | Issaquah, Washington                       |
| 15            | FedEx                                     | Transporte                       | 146,693                      | 6.5%                   | 245,000      | Memphis, Tennessee                         |
| 16            | Chevron Corporation                       | Petrolífera                      | 146,516                      | 11.9%                  | 48,200       | San Ramon, California                      |
| 17            | Cardinal Health                           | Saúde                            | 145,534                      | 6.4%                   | 49,500       | Dublin, Ohio                               |
| 18            | Microsoft                                 | Tecnologia                       | 143,000                      | 14.0%                  | 144,000      | Redmond, Washington                        |
| 19            | JPMorgan Chase                            | Serviços Financeiros             | 142,422                      | 8.4%                   | 256,981      | New York City, New York                    |
| 20            | General Motors                            | Automotiva                       | 137,237                      | 6.7%                   | 164,000      | Detroit, Michigan                          |
| 21            | Walgreens Boots Alliance                  | Indústria Farmacêutica           | 136,866                      | 4.1%                   | 287,000      | Deerfield, Illinois                        |
| 22            | Verizon Communications                    | Telecomunicações                 | 131,868                      | 0.8%                   | 135,000      | New York City, New York                    |
| 23            | Marathon Petroleum                        | Petrolífera                      | 124,813                      | 28.5%                  | 60,910       | Findlay, Ohio                              |
| 24            | Kroger                                    | Varejo                           | 122,286                      | 0.9%                   | 435,000      | Cincinnati, Ohio                           |
| 25            | Fannie Mae                                | Serviços Financeiros             | 120,304                      | 0.2%                   | 7,500        | Washington, D.C.                           |
| 26            | Bank of America                           | Serviços Financeiros             | 113,589                      | 2.7%                   | 208,131      | Charlotte, North Carolina                  |
| 27            | The Home Depot                            | Varejo                           | 110,225                      | 1.9%                   | 415,700      | Atlanta, Georgia                           |
| 28            | Phillips 66                               | Petrolífera                      | 109,559                      | 4.1%                   | 14,500       | Houston, Texas                             |
| 29            | Comcast                                   | Telecomunicações                 | 108,942                      | 15.3%                  | 190,000      | Philadelphia, Pennsylvania                 |
| 30            | Anthem                                    | Saúde                            | 104,213                      | 13.1%                  | 70,600       | Indianapolis, Indiana                      |
| 31            | Wells Fargo                               | Serviços Financeiros             | 103,915                      | 2.8%                   | 259,800      | San Francisco, California                  |
| 32            | Citigroup                                 | Serviços Financeiros             | 103,449                      | 6.5%                   | 200,000      | New York City, New York                    |
| 33            | Valero Energy                             | Petrolífera                      | 102,729                      | 7.8%                   | 10,222       | San Antonio, Texas                         |
| 34            | General Electric                          | Conglomerado                     | 95,214                       | 20.8%                  | 205,000      | Boston, Massachusetts                      |
| 36            | Dell Technologies                         | Tecnologia                       | 92,154                       | 1.7%                   | 165,000      | Round Rock, Texas                          |
| 35            | Facebook, Inc.                            | Tecnologia                       | 85,970                       | 26.6%                  | 44,942       | Menlo Park, California                     |
| 37            | Johnson & Johnson                         | Farmacêutica                     | 82,059                       | 0.6%                   | 132,200      | New Brunswick, New Jersey                  |
| 38            | State Farm                                | Serviços Financeiros             | 79,395                       | 2.9%                   | 57,672       | Bloomington, Illinois                      |
| 39            | Target Corporation                        | Varejo                           | 78,112                       | 3.7%                   | 368,000      | Minneapolis, Minnesota                     |
| 40            | Intel                                     | Tecnologia                       | 77,870                       | 1.6%                   | 110,800      | Santa Clara, California                    |
| 41            | IBM                                       | Tecnologia                       | 77,147                       | 3.1%                   | 383,800      | Armonk, New York                           |
| 42            | United Technologies                       | Conglomerate                     | 77,046                       | 15.9%                  | 243,200      | Waltham, Massachusetts                     |
| 43            | Boeing                                    | Aerospace and defense            | 76,559                       | 24.3%                  | 161,100      | Chicago, Illinois                          |
| 44            | Procter & Gamble                          | Consumer products Manufacturing  | 76,120                       | 1.3%                   | 101,000      | Cincinnati, Ohio                           |
| 45            | Freddie Mac                               | Financials                       | 75,125                       | 2.1%                   | 6,892        | McLean, Virginia                           |
| 46            | Centene                                   | Serviço de saúde                 | 74,639                       | 24.2%                  | 56,600       | St. Louis, Missouri                        |
| 47            | United Parcel Service                     | Transportation                   | 74,094                       | 3.1%                   | 377,640      | Atlanta, Georgia                           |
| 48            | Lowe's                                    | Varejo                           | 72,148                       | 1.2%                   | 260,000      | Mooresville, North Carolina                |
| 49            | PepsiCo                                   | Beverage                         | 70,370                       | 3.7%                   | 267,000      | Purchase, New York                         |
| 50            | MetLife                                   | Financials                       | 69,620                       | 2.5%                   | 49,000       | New York City, New York                    |
| 51            | The Walt Disney Company                   | Media                            | 69,570                       | 17.1%                  | 223,000      | Burbank, California                        |
| 52            | Lockheed Martin                           | Aerospace and Defense            | 65,400                       | 11.3%                  | 114,000      | Bethesda, Maryland                         |
| 53            | Humana                                    | Health Seguros                   | 64,888                       | 14.0%                  | 46,000       | Louisville, Kentucky                       |
| 54            | Prudential Financial                      | Financials                       | 64,807                       | 2.9%                   | 51,511       | Newark, New Jersey                         |
| 55            | Archer Daniels Midland                    | Food industry                    | 64,656                       | 0.5%                   | 38,100       | Chicago, Illinois                          |
| 56            | Albertsons                                | Varejo                           | 60,535                       | 1.0%                   | 267,000      | Boise, Idaho                               |
| 57            | Sysco                                     | Food Service                     | 60,114                       | 2.4%                   | 69,000       | Houston, Texas                             |
| 58            | HP Inc.                                   | Tecnologia                       | 58,756                       | 0.5%                   | 56,000       | Palo Alto, California                      |
| 59            | Energy Transfer Partners                  | Petrolífera                      | 54,213                       | 0.4%                   | 12,812       | Dallas, Texas                              |
| 60            | Goldman Sachs                             | Financials                       | 53,922                       | 2.7%                   | 38,300       | New York City, New York                    |
| 61            | Morgan Stanley                            | Financials                       | 53,823                       | 7.2%                   | 60,431       | New York City, New York                    |
| 62            | Caterpillar Inc.                          | Machinery                        | 53,800                       | 1.7%                   | 102,300      | Deerfield, Illinois                        |
| 63            | Cisco                                     | Telecom Hardware Manufacturing   | 51,904                       | 5.2%                   | 75,900       | San Jose, California                       |
| 64            | Pfizer                                    | Pharmaceutical industry          | 51,750                       | 3.5%                   | 88,300       | New York City, New York                    |
| 65            | HCA Serviço de saúde                      | Serviço de saúde                 | 51,336                       | 10.0%                  | 245,000      | Nashville, Tennessee                       |
| 66            | AIG                                       | Seguros                          | 49,746                       | 5.0%                   | 46,000       | New York City, New York                    |
| 67            | American Express                          | Financial                        | 47,020                       | 8.6%                   | 64,500       | New York City, New York                    |
| 68            | Delta Air Lines                           | Airlines                         | 47,007                       | 5.8%                   | 91,224       | Atlanta, Georgia                           |
| 69            | Merck & Co.                               | Pharmaceutical industry          | 46,840                       | 10.7%                  | 71,000       | Kenilworth, New Jersey                     |
| 70            | American Airlines                         | Airlines                         | 45,768                       | 2.8%                   | 133,700      | Fort Worth, Texas                          |
| 71            | Charter Communications                    | Telecommunications               | 45,764                       | 4.9%                   | 95,100       | Stamford, Connecticut                      |
| 72            | Allstate                                  | Seguros                          | 44,675                       | 12.2%                  | 46,035       | Northfield Township, Cook County, Illinois |
| 73            | New York Life Seguros Company             | Seguros                          | 44,117                       | 1.6%                   | 11,519       | New York City, New York                    |
| 74            | Nationwide Mutual Seguros Company         | Financial                        | 43,982                       | 1.6%                   | 28,114       | Columbus, Ohio                             |
| 75            | Best Buy                                  | Varejo                           | 43,638                       | 1.8%                   | 125,000      | Richfield, Minnesota                       |
| 76            | United Airlines Holdings                  | Airlines                         | 43,259                       | 4.7%                   | 96,000       | Chicago, Illinois                          |
| 77            | Liberty Mutual Group                      | Seguros                          | 43,228                       | 1.3%                   | 45,000       | Boston, Massachusetts                      |
| 78            | Dow Chemical Company                      | Chemical industry                | 42,951                       | ...                    | 36,500       | Midland, Michigan                          |
| 79            | Tyson Foods                               | Food Processing                  | 42,405                       | 5.9%                   | 141,000      | Springdale, Arkansas                       |
| 80            | TJX                                       | Varejo                           | 41,717                       | 7.0%                   | 286,000      | Framingham, Massachusetts                  |
| 81            | TIAA                                      | Seguros                          | 40,454                       | 1.5%                   | 16,533       | New York City, New York                    |
| 82            | Oracle Corporation                        | Software                         | 39,506                       | 0.8%                   | 136,000      | Austin, Texas                              |
| 83            | General Dynamics                          | Airspace and defense             | 39,350                       | 8.7%                   | 102,900      | Reston, Virginia                           |
| 84            | John Deere                                | Agriculture manufacturing        | 39,258                       | 5.1%                   | 73,489       | Moline, Illinois                           |
| 85            | Nike, Inc.                                | Apparel                          | 39,117                       | 7.5%                   | 76,700       | Beaverton, Oregon                          |
| 86            | Progressive Corporation                   | Seguros                          | 39,022                       | 22.0%                  | 41,571       | Mayfield Village, Ohio                     |
| 87            | Publix                                    | Varejo                           | 38,463                       | 5.7%                   | 207,000      | Lakeland, Florida                          |
| 88            | Coca-Cola Company                         | Beverages                        | 37,266                       | 17.0%                  | 86,200       | Atlanta, Georgia                           |
| 89            | Massachusetts Mutual Life Seguros Company | Seguros                          | 37,253                       | 5.1%                   | 9,896        | Springfield, Massachusetts                 |
| 90            | Tech Data                                 | Information technology           | 36,998                       | 0.6%                   | 15,000       | Clearwater, Florida                        |
| 91            | World Fuel Services                       | Energy                           | 36,819                       | 7.4%                   | 5,500        | Miami, Florida                             |
| 92            | Honeywell                                 | Manufacturing                    | 36,709                       | 12.2%                  | 113,000      | Charlotte, North Carolina                  |
| 93            | ConocoPhillips                            | Petrolífera                      | 36,670                       | 5.3%                   | 10,400       | Houston, Texas                             |
| 94            | USAA                                      | Financials                       | 35,617                       | 13.5%                  | 35,076       | San Antonio, Texas                         |
| 95            | Exelon                                    | Electrical Power                 | 34,438                       | 4.3%                   | 32,713       | Chicago, Illinois                          |
| 96            | Northrop Grumman                          | Aerospace and Defense            | 33,841                       | 12.4%                  | 90,000       | West Falls Church, Virginia                |
| 97            | Capital One                               | Banking                          | 33,766                       | 4.3%                   | 51,900       | McLean, Virginia                           |
| 98            | Plains All American Pipeline              | Petrolífera                      | 33,669                       | 1.1%                   | 5,000        | Houston, Texas                             |
| 99            | AbbVie                                    | Pharmaceutical industry          | 33,266                       | 1.6%                   | 30,000       | Lake Bluff, Illinois                       |
| 100           | StoneX Group Inc.                         | Financials                       | 32,897                       | 19.1%                  | 2,012        | New York City, New York                    |
| 101           | Enterprise Products                       | Petrolífera                      | 32,789                       | 10.3%                  | 7,300        | Houston, Texas                             |
| 102           | Northwestern Mutual                       | Seguros                          | 32,294                       | 10.9%                  | 5,964        | Milwaukee, Wisconsin                       |
| 103           | 3M                                        | Manufacturing                    | 32,136                       | 1.9%                   | 96,163       | Maplewood, Minnesota                       |
| 104           | Abbott Laboratories                       | Medical devices                  | 31,904                       | 4.3%                   | 107,000      | Chicago, Illinois                          |
| 105           | CHS Inc.                                  | Agriculture cooperative          | 31,901                       | 2.4%                   | 10,703       | Inver Grove Heights, Minnesota             |
| 106           | The Travelers Companies                   | Seguros                          | 31,581                       | 4.3%                   | 30,800       | Hartford, Connecticut                      |
| 107           | Tesla, Inc.                               | Automotive                       | 31,536                       | 14.5%                  | 48,016       | Palo Alto, California                      |
| 108           | Philip Morris International               | Tobacco                          | 29,805                       | 0.6%                   | 73,500       | New York City, New York                    |
| 109           | Raytheon Company                          | Airspace and defense             | 29,176                       | 7.8%                   | 70,000       | Waltham, Massachusetts                     |
| 110           | Hewlett Packard Enterprise                | Technology                       | 29,135                       | 5.6%                   | 61,600       | Houston, Texas                             |
| 111           | Arrow Electronics                         | Electronics                      | 28,917                       | 2.6%                   | 19,300       | Centennial, Colorado                       |
| 112           | ViacomCBS                                 | Media                            | 27,812                       | 91.6%                  | 26,280       | New York City, New York                    |
| 113           | Dollar General                            | Varejo                           | 27,754                       | 8.3%                   | 143,000      | Goodlettsville, Tennessee                  |
| 114           | U.S. Bancorp                              | Banking                          | 27,325                       | 6.0%                   | 69,651       | Minneapolis, Minnesota                     |
| 115           | Starbucks                                 | Food Services                    | 26,509                       | 7.2%                   | 346,000      | Seattle, Washington                        |
| 116           | Bristol-Myers Squibb                      | Pharmaceutical industry          | 26,145                       | 15.9%                  | 30,000       | New York City, New York                    |
| 117           | US Foods                                  | Food distribution                | 25,939                       | 7.3%                   | 28,000       | Rosemont, Illinois                         |
| 118           | Mondelez International                    | Food processing                  | 25,868                       | 0.3%                   | 80,000       | Chicago, Illinois                          |
| 119           | Paccar                                    | Automotive                       | 25,600                       | 9.0%                   | 27,000       | Bellevue, Washington                       |
| 120           | Thermo Fisher Scientific                  | Laboratory instruments           | 25,542                       | 4.9%                   | 75,000       | Waltham, Massachusetts                     |
| 121           | Macy's, Inc.                              | Varejo                           | 25,331                       | 1.6%                   | 123,000      | Cincinnati, Ohio                           |
| 122           | Jabil                                     | Electronic Manufacturing Service | 25,282                       | 14.4%                  | 200,000      | St. Petersburg, Florida                    |
| 123           | Kraft Heinz                               | Food processing                  | 24,977                       | 4.9%                   | 37,000       | Chicago, Illinois                          |
| 124           | Duke Energy                               | Energy                           | 24,658                       | 2.2%                   | 28,793       | Charlotte, North Carolina                  |
| 125           | PBF Energy                                | Petrolífera                      | 24,508                       | 9.9%                   | 3,442        | Parsippany, New Jersey                     |
| 126           | Qualcomm                                  | Semiconductor                    | 24,273                       | 7.4%                   | 37,000       | San Diego, California                      |
| 127           | NGL Energy Partners                       | Pipelines                        | 24,088                       | 39.4%                  | 1,300        | Tulsa, Oklahoma                            |
| 128           | CBRE Group                                | Real estate                      | 23,894                       | 12.0%                  | 100,000      | Dallas, Texas                              |
| 129           | Baker Hughes                              | Petrolífera                      | 23,838                       | 4.2%                   | 68,000       | Houston, Texas                             |
| 130           | Synnex                                    | Information distribution         | 23,757                       | 18.5%                  | 240,900      | Fremont, California                        |
| 131           | Dollar Tree                               | Varejo                           | 23,611                       | 3.5%                   | 125,000      | Chesapeake, Virginia                       |
| 132           | Cummins                                   | Automotive                       | 23,571                       | 0.8%                   | 61,615       | Columbus, Indiana                          |
| 133           | United Natural Foods                      | Varejo                           | 23,481                       | 129.6%                 | 19,000       | Providence, Rhode Island                   |
| 134           | Micron Technology                         | Semiconductors                   | 23,406                       | 23.0%                  | 37,000       | Boise, Idaho                               |
| 135           | Amgen                                     | Biotechnology                    | 23,362                       | 1.6%                   | 23,400       | Thousand Oaks, California                  |
| 136           | Penske Automotive Group                   | Transportation                   | 23,179                       | 1.7%                   | 26,980       | Bloomfield Hills, Michigan                 |
| 137           | Visa Inc.                                 | Financial services               | 22,977                       | 11.5%                  | 19,500       | Foster City, California                    |
| 138           | Broadcom Inc.                             | Semiconductor                    | 22,597                       | 8.4%                   | 19,000       | San Jose, California                       |
| 139           | Nucor                                     | Metals                           | 22,589                       | 9.9%                   | 26,800       | Charlotte, North Carolina                  |
| 140           | Gilead Sciences                           | Pharmaceutical industry          | 22,449                       | 1.5%                   | 11,800       | Foster City, California                    |
| 141           | Southwest Airlines                        | Airlines                         | 22,428                       | 2.1%                   | 60,767       | Dallas, Texas                              |
| 142           | Halliburton                               | Petrolífera                      | 22,408                       | 6.6%                   | 55,000       | Houston, Texas                             |
| 143           | CenturyLink                               | Telecommunication                | 22,401                       | 4.4%                   | 42,500       | Monroe, Louisiana                          |
| 144           | International Paper                       | Paper                            | 22,376                       | 4.0%                   | 51,000       | Memphis, Tennessee                         |
| 145           | Eli Lilly and Company                     | Pharmaceutical industry          | 22,320                       | 9.1%                   | 33,625       | Indianapolis, Indiana                      |
| 146           | Aflac                                     | Seguros                          | 22,307                       | 2.5%                   | 11,729       | Columbus, Georgia                          |
| 147           | Lennar Corporation                        | Construction                     | 22,260                       | 8.2%                   | 10,106       | Miami, Florida                             |
| 148           | Occidental Petroleum                      | Petrolífera                      | 21,971                       | 16.0%                  | 14,400       | Houston, Texas                             |
| 149           | Union Pacific Corporation                 | Transportation                   | 21,708                       | 4.9%                   | 37,483       | Omaha, Nebraska                            |
| 150           | Rite Aid                                  | Varejo                           | 21,674                       | 28.3%                  | 42,645       | Camp Hill, Pennsylvania                    |
| 151           | PNC Financial Services                    | Financial services               | 21,624                       | 8.2%                   | 50,968       | Pittsburgh, Pennsylvania                   |
| 152           | DuPont                                    | Chemical industry                | 21,512                       | 75.0%                  | 35,000       | Wilmington, Delaware                       |
| 153           | Southern Company                          | Electric Utility                 | 21,419                       | 8.8%                   | 27,943       | Atlanta, Georgia                           |
| 154           | AutoNation                                | Auto Varejoer                    | 21,336                       | 0.4%                   | 25,000       | Fort Lauderdale, Florida                   |
| 155           | DXC Technology                            | Information Technology           | 21,184                       | 13.7%                  | 130,000      | Tysons, Virginia                           |
| 156           | McDonald's                                | Food Chain                       | 21,077                       | 0.2%                   | 205,000      | Chicago, Illinois                          |
| 157           | Marriott International                    | Hospitalidade                    | 20,972                       | 1.0%                   | 174,000      | Bethesda, Maryland                         |
| 158           | ManpowerGroup                             | Human Resources                  | 20,864                       | 5.1%                   | 28,000       | Milwaukee, Wisconsin                       |
| 159           | Bank of New York Mellon                   | Financial services               | 20,822                       | 8.4%                   | 48,400       | New York City, New York                    |
| 160           | Hartford Financial Services               | Financial services               | 20,740                       | 4.6%                   | 19,500       | Hartford, Connecticut                      |
| 161           | Danaher Corporation                       | Life Science                     | 20,521                       | 3.2%                   | 60,000       | Washington, D.C.                           |
| 162           | Whirlpool Corporation                     | Commercial appliance             | 20,419                       | 2.9%                   | 77,000       | Benton Charter Township, Michigan          |
| 163           | AECOM                                     | Construction                     | 20,173                       | 0.1%                   | 86,000       | Los Angeles, California                    |
| 164           | Netflix                                   | Tecnologia                       | 20,156                       | 27.6%                  | 8,600        | Los Gatos, California                      |
| 165           | Kohl's                                    | Varejo                           | 19,974                       | 1.3%                   | 79,500       | Menomonee Falls, Wisconsin                 |
| 166           | Lear Corporation                          | Automotive                       | 19,810                       | 6.3%                   | 164,100      | Southfield, Michigan                       |
| 167           | Altria                                    | Tobacco                          | 19,796                       | 0.9%                   | 7,300        | Richmond, Virginia                         |
| 168           | Performance Food Group                    | Food Distribution                | 19,744                       | 12.1%                  | 18,000       | Richmond, Virginia                         |
| 169           | Avnet                                     | Electronic distribution          | 19,519                       | 2.5%                   | 15,500       | Phoenix, Arizona                           |
| 170           | Synchrony Financial                       | Finanças                         | 19,461                       | 6.6%                   | 16,500       | Stamford, Connecticut                      |
| 171           | Genuine Parts Company                     | Auto parts                       | 19,392                       | 3.5%                   | 55,000       | Atlanta, Georgia                           |
| 172           | NextEra Energy                            | Electric power                   | 19,204                       | 14.8%                  | 14,800       | Juno Beach, Florida                        |
| 173           | CarMax                                    | Varejoer                         | 19,146                       | 6.5%                   | 25,946       | Richmond, Virginia                         |
| 174           | Tenet Serviço de saúde                    | Serviço de saúde                 | 18,479                       | 0.9%                   | 101,104      | Dallas, Texas                              |
| 175           | Kimberly-Clark                            | Consumer health                  | 18,450                       | 0.2%                   | 40,000       | Irving, Texas                              |
| 176           | Emerson Electric                          | Electric equipment               | 18,372                       | 5.5%                   | 88,000       | Ferguson, Missouri                         |
| 177           | WestRock                                  | Consumer packaging               | 18,289                       | 12.3%                  | 51,100       | Atlanta, Georgia                           |
| 178           | CDW                                       | Information technology           | 18,032                       | 11.0%                  | 9,900        | Lincolnshire, Illinois                     |
| 179           | JLL                                       | Real estate                      | 17,983                       | 10.2%                  | 93,400       | Chicago, Illinois                          |
| 180           | Sherwin-Williams                          | Paints and Coatings              | 17,901                       | 2.1%                   | 61,111       | Cleveland, Ohio                            |
| 181           | Fluor Corporation                         | Construction                     | 17,817                       | 7.0%                   | 53,349       | Irving, Texas                              |
| 182           | PayPal                                    | Financial technology             | 17,772                       | 15.0%                  | 23,200       | San Jose, California                       |
| 183           | D. R. Horton                              | Construction                     | 17,593                       | 9.5%                   | 8,916        | Arlington, Texas                           |
| 184           | HollyFrontier                             | Petrolífera                      | 17,487                       | 1.3%                   | 4,074        | Dallas, Texas                              |
| 185           | Tenneco                                   | Auto parts                       | 17,450                       | 48.3%                  | 78,000       | Lake Forest, Illinois                      |
| 186           | EOG Resources                             | Petrolífera                      | 17,380                       | 0.6%                   | 2,900        | Houston, Texas                             |
| 187           | Becton, Dickinson and Company             | Medical devices                  | 17,290                       | 8.2%                   | 70,093       | Franklin Lakes, New Jersey                 |
| 188           | Lincoln National Corporation              | Seguros                          | 17,258                       | 5.1%                   | 11,357       | Radnor, Pennsylvania                       |
| 189           | Pacific Gas and Electric Company          | Electric Utility                 | 17,129                       | 2.2%                   | 23,000       | San Francisco, California                  |
| 190           | Salesforce                                | Tecnologia                       | 17,098                       | 28.9%                  | 17,098       | San Francisco, California                  |
| 191           | Mastercard                                | Financial Technology             | 16,883                       | 12.9%                  | 18,600       | New York City, New York                    |
| 192           | General Mills                             | Food processing                  | 16,865                       | 7.1%                   | 40,000       | Minneapolis, Minnesota                     |
| 193           | Molina Serviço de saúde                   | Serviço de saúde                 | 16,829                       | 10.9%                  | 10,000       | Long Beach, California                     |
| 194           | Cognizant                                 | Information technology           | 16,783                       | 4.1%                   | 292,500      | Teaneck, New Jersey                        |
| 195           | Marsh & McLennan Companies                | Seguros                          | 16,652                       | 11.4%                  | 76,000       | New York City, New York                    |
| 196           | XPO Logistics                             | Logistics                        | 16,648                       | 3.7%                   | 100,000      | Greenwich, Connecticut                     |
| 197           | Dominion Energy                           | Electric utility                 | 16,572                       | 24.0%                  | 19,100       | Richmond, Virginia                         |
| 198           | Western Digital                           | Computer hardware                | 16,569                       | 19.8%                  | 61,800       | San Diego, California                      |
| 199           | Gap Inc.                                  | Varejo                           | 16,383                       | 1.2%                   | 129,000      | San Francisco, California                  |
| 200           | Aramark                                   | Food service                     | 16,227                       | 2.8%                   | 233,400      | Philadelphia, Pennsylvania                 |
| 201           | Principal Financial Group                 | Financials                       | 16,222                       | 13.9%                  | 17,601       | Des Moines, Iowa,                          |
| 202           | Ross Stores                               | Varejo                           | 16,039                       | 7.0%                   | 92,500       | Dublin, California                         |
| 203           | Colgate-Palmolive                         | Consumer goods                   | 15,693                       | 1.0%                   | 34,300       | New York City, New York                    |
| 204           | American Electric Power                   | Electric utility                 | 15,561                       | 3.9%                   | 17,408       | Columbus, Ohio                             |
| 205           | Nordstrom                                 | Varejo                           | 15,524                       | 2.1%                   | 75,000       | Seattle, Washington                        |
| 206           | Jacobs Engineering Group                  | Construction                     | 15,464                       | 3.2%                   | 50,000       | Dallas, Texas                              |
| 207           | Waste Management                          | Waste service                    | 15,455                       | 3.6%                   | 44,900       | Houston, Texas                             |
| 208           | C. H. Robinson                            | Logistics                        | 15,310                       | 7.9%                   | 15,427       | Eden Prairie, Minnesota                    |
| 209           | PPG Industries                            | Chemical industry                | 15,146                       | 1.5%                   | 47,600       | Pittsburgh, Pennsylvania                   |
| 210           | Booking Holdings                          | Travel Technology                | 15,066                       | 3.7%                   | 26,400       | Norwalk, Connecticut                       |
| 211           | Omnicom Group                             | Advertising                      | 14,954                       | 2.2%                   | 70,000       | New York City, New York                    |
| 212           | Loews Corporation                         | Seguros                          | 14,931                       | 6.5%                   | 18,605       | New York City, New York                    |
| 213           | Ecolab                                    | Chemical industry                | 14,906                       | 1.6%                   | 50,200       | St. Paul, Minnesota                        |
| 214           | Stryker Corporation                       | Medical devices                  | 14,884                       | 9.4%                   | 40,000       | Kalamazoo, Michigan                        |
| 215           | Estée Lauder Companies                    | Cosmetics                        | 14,863                       | 8.6%                   | 48,000       | New York City, New York                    |
| 216           | Goodyear Tire and Rubber Company          | Manufacturing                    | 14,745                       | 4.7%                   | 63,000       | Akron, Ohio                                |
| 217           | Truist Financial                          | Financials                       | 14,664                       | 12.8%                  | 59,000       | Charlotte, North Carolina                  |
| 218           | Applied Materials                         | Semiconductor                    | 14,608                       | 15.3%                  | 22,000       | Santa Clara, California                    |
| 219           | BlackRock                                 | Financials                       | 14,539                       | 2.4%                   | 16,200       | New York City, New York                    |
| 220           | Stanley Black & Decker                    | Hardware                         | 14,442                       | 3.3%                   | 59,438       | New Britain, Connecticut                   |
| 221           | Freeport-McMoRan                          | Metals and Mining                | 14,402                       | 22.7%                  | 27,500       | Phoenix, Arizona                           |
| 222           | Texas Instruments                         | Semiconductor                    | 14,383                       | 8.9%                   | 29,768       | Dallas, Texas                              |
| 223           | Biogen                                    | Biotechnology                    | 14,378                       | 6.9%                   | 7,400        | Cambridge, Massachusetts                   |
| 224           | Parker Hannifin                           | Manufacturing                    | 14,320                       | 0.1%                   | 55,610       | Cleveland, Ohio                            |
| 225           | ReSeguros Group of America                | Seguros                          | 14,300                       | 11.1%                  | 3,188        | Chesterfield, Missouri                     |
| 226           | Howmet Aerospace                          | Aerospace and defense            | 14,192                       | 1.3%                   | 41,700       | Pittsburgh, Pennsylvania                   |
| 227           | ADP                                       | Business services                | 14,175                       | 6.4%                   | 58,000       | Minneapolis, Minnesota                     |
| 228           | Uber                                      | Tecnologia                       | 14,147                       | 25.5%                  | 26,900       | San Francisco, California                  |
| 229           | Illinois Tool Works                       | Manufacturing                    | 14,109                       | 4.5%                   | 45,000       | Glenview, Illinois                         |
| 230           | DaVita Inc.                               | Serviço de saúde                 | 14,102                       | 13.9%                  | 65,000       | Denver, Colorado                           |
| 231           | Discover Financial                        | Financial Service                | 13,989                       | 8.9%                   | 17,200       | Chicago, Illinois                          |
| 232           | Land O'Lakes                              | Agricultura                      | 13,888                       | 7.0%                   | 8,000        | Arden Hills, Minnesota                     |
| 233           | VF Corporation                            | Apparel                          | 13,871                       | 7.8%                   | 75,000       | Denver, Colorado                           |
| 234           | Corteva                                   | Food production                  | 13,846                       | 6.9%                   | 21,000       | Wilmington, Delaware                       |
| 235           | Las Vegas Sands                           | Hospitalidade                    | 13,739                       | 0.1%                   | 50,000       | Paradise, Nevada                           |
| 236           | Textron                                   | Aerospace and defense            | 13,630                       | 2.4%                   | 35,000       | Providence, Rhode Island                   |
| 237           | Kellogg's                                 | Food processing                  | 13,578                       | 0.2%                   | 31,000       | Battle Creek, Michigan                     |
| 238           | Guardian Life Seguros Company of America  | Seguros                          | 13,477                       | 3.5%                   | 9,032        | New York City, New York                    |
| 239           | Qurate Varejo Group                       | Media                            | 13,458                       | 4.3%                   | 25,314       | Englewood, Colorado                        |
| 240           | Core-Mark                                 | Food distribution                | 13,329                       | 3.3%                   | 8,555        | Westlake, Texas                            |
| 241           | Community Health Systems                  | Serviço de saúde                 | 13,210                       | 6.7%                   | 71,500       | Franklin, Tennessee                        |
| 242           | Kinder Morgan                             | Petrolífera                      | 13,209                       | 6.6%                   | 11,086       | Houston, Texas                             |
| 243           | BJ's Wholesale Club                       | Varejo                           | 13,191                       | 1.4%                   | 27,231       | Westborough, Massachusetts                 |
| 244           | State Street Corporation                  | Finanças                         | 13,131                       | 1.2%                   | 39,103       | Boston, Massachusetts                      |
| 245           | Ameriprise Financial                      | Finanças                         | 13,103                       | 1.4%                   | 12,500       | Minneapolis, Minnesota                     |
| 246           | Global Partners                           | Energy supply                    | 13,082                       | 3.2%                   | 3,860        | Waltham, Massachusetts                     |
| 247           | U.S. Steel                                | Aço                              | 12,937                       | 8.8%                   | 27,500       | Pittsburgh, Pennsylvania                   |
| 248           | L Brands                                  | Varejo                           | 12,914                       | 2.4%                   | 59,950       | Columbus, Ohio                             |
| 249           | MGM Resorts International                 | Hospitalidade                    | 12,900                       | 9.7%                   | 72,000       | Las Vegas, Nevada                          |
| 250           | L3Harris Technologies                     | Aerospace and defense            | 12,856                       | 108.0%                 | 50,000       | Melbourne, Florida                         |

## Lista de empresas por lucro
As seguintes são as 20 empresas mais lucrativas em 2019 de acordo com a Fortune 500. 
| Classificação | Nome               | Setor                  | Lucro (Milhões de dólares) |
| ------------- | ------------------ | ---------------------- | -------------------------- |
| 1             | Berkshire Hathaway | Conglomerado           | 81.417                     |
| 2             | Apple              | Eletrônicos            | 55.256                     |
| 3             | Microsoft          | Tecnologia             | 39.240                     |
| 4             | JPMorgan Chase     | Finanças               | 36.431                     |
| 5             | Alphabet           | Tecnologia             | 34.343                     |
| 6             | Bank of America    | Finanças               | 27.430                     |
| 7             | Intel              | Tecnologia             | 21.048                     |
| 8             | Wells Fargo        | Finanças               | 19.549                     |
| 9             | Citigroup          | Finanças               | 19.401                     |
| 10            | Verizon            | Telecomunicações       | 19.265                     |
| 11            | Facebook           | Tecnologia             | 18.485                     |
| 12            | Pfizer             | Indústria farmacêutica | 16.273                     |
| 13            | Johnson & Johnson  | Indústria farmacêutica | 15.119                     |
| 14            | Walmart            | Varejo                 | 14.881                     |
| 15            | ExxonMobil         | indústria petrolífera  | 14.340                     |
| 16            | Fannie Mae         | Finanças               | 14.160                     |
| 17            | AT&T               | Conglomerado           | 13.903                     |
| 18            | UnitedHealth Group | Cuidados de saúde      | 13.839                     |
| 19            | Comcast            | Telecomunicações       | 13.057                     |
| 20            | Visa Inc.          | Serviços Financeiros   | 12.080                     |